# EPUB
EPUB（イーパブ）は、国際電子出版フォーラム（International Digital Publishing Forum, IDPF）が策定した、オープンフォーマットの電子書籍ファイルフォーマット規格である。「EPUB」は"Electronic PUBlication"（電子出版）の意味を持ち「epub」「ePub」などと表記される場合もある。
EPUBはXML、XHTML、CSSおよびZIPに基づいた規格であり、対応するハードウェアやアプリケーションソフトウェアは多く、電子書籍ファイルの標準となっている。
2020年2月19日にはISOより国際規格"ISO/IEC 23736" として刊行された。

## 概要
EPUBは、XHTMLのサブセット的なファイル・フォーマット規格であり、HTMLやウェブブラウザのオープン性を保持しつつ、インターネット接続が切断された状態の携帯情報端末（PDA）やノートパソコンなどでも電子書籍の閲覧が継続できるようにダウンロード配信を前提にパッケージ化されている。画面の大きさに合わせて表示を調整する「リフロー機能」が特徴である（固定する設定も可能）。
EPUBが標準となる以前の電子書籍用ファイル・フォーマットは、独自仕様であって電子書籍を読むハードウェアに固有のものが大半であった。そのため、出版社や著者が電子書籍用ソフトウェアを作るには、その会社から制作ツールのライセンスを入手する必要があった。XMDFの様に、制作ソフトが無料であっても出版する際に規格の利用料を払う必要がある場合や、企業がなくなることで、それまで構築したソフトウェア製作用の環境と経験が無駄となることも考えられる。なにより専用フォーマットに対応するハードウェアが販売されなければ、過去の製作済み電子書籍ソフトウェアの価値も著しく失われる危険性があった。
IDPFではこのような依存性を排除し、公開された共通規格による電子書籍用ファイル・フォーマットとしてEPUBを提供することで、電子書籍用ソフトウェアの製作を希望する誰もが自分の作品を作ったり関連アプリケーションを開発できるように、世界標準の規格化を進めている。

## 歴史
- 2007年9月にIDPFはEPUBを公式の規格にした[4]。
- 2010年6月にIDPFサイトにEPUB2.01のドラフト規格が公開された[5]。
- 2011年10月にIDPFはEPUB3を公式の規格にした[6]。
- 2023年5月にW3CはEPUB3.3, EPUB Reading System 3.3, EPUB Accessibility 1.1を勧告として出版した[7]。

## ファイル構造
EPUB形式の電子書籍のファイル構造は、XHTML形式の情報内容（コンテンツ）が、指定の形でZIPによって圧縮された後、ファイル拡張子が「.epub」に変更されたものである。

## 図版・数式・細かいレイアウトの多い作品への対応
元々、小説作品の電子化を念頭に標準規格化が始められたEPUBではあるが、HTMLでサポートされる一般的なビットマップ画像データやCSSによる最小限のデザイン制御に加え、SVG 1.1もサポートしている:371ため、図版や数式などを多用する作品への対応度は高い。

## 日本語への対応
現在、最新版であるEPUB 3.0は、縦書き・ルビも含む日本語組版に対応しており、多くのEPUBリーダがこれらを実装している。しかし、EPUBリーダごとに挙動が異なること、出版側の意図した通りの結果にならないことは存在する。これらの諸問題に対応するため、日本電子書籍出版社協会（電書協）が『電書協 EPUB 3 制作ガイド』を策定しており、日本の電子書籍出版では電書協仕様に準拠することが業界標準となっている。また、出版社等による電書協仕様のさらなるサブセットも作成されており、KADOKAWAでは『KADOKAWA-EPUB 制作仕様』を、電書ラボでは『電書ラボEPUB制作仕様』をそれぞれ策定し公開している。
日本語組版、とくに縦書きと禁則処理については、CSS3の草案で提案されていたプロパティを、-epub-というプレフィックスを追加して採用している。

### 2.01の仕様上の問題
- 縦組みを指定することはできず[2]、縦中横もできない。
- 圏点を指定することはできない。
- 割注（本文1行分の空間内に小さな文字で2行が詰め込まれた注）を指定することはできない。
- 漢文の返り点を指定することはできない。

これらの問題点は、"EPUB 2.0.1"のベースとなっているXHTML 1.1とCSS2に起因する。

### 3.0で仕様に追加されたもの
日本語組版の基本的な機能はカバーされていると言える。
縦組みと縦中横
CSS3のWriting Modesモジュールを利用する（Candidate Recommendationの段階）。
圏点と禁則処理
CSS3のTextモジュールにあるtext-emphasis-styleプロパティ等を利用する（Working Draftの段階）。
ルビ
HTML5にあるruby要素を用いる（Last Call Working Draftの段階）。
CSSのWriting ModesモジュールとTextモジュールがW3C勧告になるまでに、構文も意味も変わる可能性がある。EPUBでは、-epub-プレフィックスをつけた構文を採用する ことによって、構文の不安定さを避けている。ただし、意味については最新版のW3C仕様に従うので変わる可能性がある。その最大のものは、縦書きのときどの文字が直立し、どの文字が寝るかである。
HTML5についてもW3C勧告になるまでに、構文も意味も変わる可能性があり、EPUBもその影響を受ける。

## 2.0.1
2011年初頭現在の版である"EPUB 2.0.1"は以下の3つから構成されている。
- Open Publication Structure（OPS）
- Open Packaging Format（OPF）
- Open Container Format（OCF）[14]

## 3.0
日本電子出版協会は2010年4月に、EPUB日本語組版についての最低限の要求事項（縦書きや句読点の禁則処理、ルビ表記）をまとめ、"Minimal Requirements on EPUB for Japanese Text Layout"を公表した。この文書の内容は、2009年6月4日版の「W3C 技術ノート日本語組版処理の要件」から電子書籍に必要なものを抜き出したものになっている。その後に、IDPFが新しいWGの「チャータ（綱領）」を出版したが、そこでは"Minimal Requirements on EPUB for Japanese Text Layout"が参照されていた。この時点で、日本語組版への対処がIDPFの重要な課題として位置づけられた。
その後、WGの第一回会議において日本電子出版協会の村田真がEnhanced Global Language Supportサブグループのリーダーに選出された。このサブグループが札幌会議と台北会議を経て、EPUB国際化のための要求事項をとりまとめ、仕様にどんな機構を入れるべきかをWGに提案した。これを受けてEPUB WGは、EPUB 3.0の国際化を完成させた。 EPUB 3.0では日本語だけではなく台湾や香港の縦書き、右から左へ書くアラビア語およびヘブライ語にも対応した。2011年5月23日にIDPFから"EPUB 3.0 Proposed Specification"が、同年10月10日に"EPUB 3.0 Final Specification"が公開された。

## EPUB 3 作成ソフト

### プロプライエタリ
- 一太郎 - 2012以降でEPUB出力に対応している[18]。
- Adobe InDesign - CS3以降でEPUB出力に対応している。
- NamoAuthor[注釈 5] - EPUB2/3入力・出力に対応している。

### オープンソース
- LibreOffice Writer - MS Office互換のLibreOfficeのWriterはEPUBエクスポート機能を備えている。
- Sigil（英語版） - WindowsやMac、Linuxにも対応したEPUB編集ソフト。
- calibre - 電子書籍の管理ソフトだが、EPUBエディタの機能を備えている。
- 改造版AozoraEpub3 - 青空文庫のテキストファイルをePub3ファイルに変換するツールで、WEB小説にも対応している[19]。『KADOKAWA-EPUB 制作仕様』と『電書協 EPUB 3 制作ガイド』の両方に対応したEPUBを出力する。リフローレイアウトと固定レイアウトに対応。

### クラウドベース
- でんでんコンバーター[注釈 6] - イースト社員が開発。Markdown記法によりレイアウトを指定し、リフロー型のEPUB 3を生成する。
- BCCKS[注釈 7] - BCCKS社によるサービス[20]。epub3策定前からepub3に似た記法の縦組みなどの日本語組版フォーマットを持ち、紙の本の出力に必要な"柱"など拡張が施されていて、紙の本を作ることがBCCKS内で実際に可能である上に、BCCKS内で編集した本をepubでエクスポートすることができる。
- ムゲンブックス[注釈 8] - デザインエッグ株式会社によるサービス。二桁数字などを入力した場合、自動的に縦中横に対応した形でリフロー型のEPUBファイルを出力する。紙の本の出版が無料で出版できる他、EPUBファイルはダウンロードして自由に利用可能。

## 対応プラットフォーム

### 対応する電子書籍リーダー
- Barnes & Noble Nookなど多種
- ソニー・リーダー
- 楽天 kobo Touch

### 対応する電子書籍ビューア・ソフトウェア
- Microsoft Windows
  - Adobe Digital Editions - 電書協仕様のEPUBへの対応は不完全。
  - BOOK☆WALKER for Windows - BOOK☆WALKERが提供。使用にはアカウントが必須。
  - calibre - 縦組みなど、EPUB 3の対応は不完全。
  - Kinoppy for Windows Desktop - 紀伊國屋書店が提供。
  - Kinoppy for Windows Store - 紀伊國屋書店が提供。ストアアプリ。
  - 超縦書 - EPUB 3.0.1に対応[21]。
- macOS
  - Adobe Digital Editions
  - BOOK☆WALKER for Mac - BOOK☆WALKERが提供。
  - Apple Books
  - Kinoppy for Mac - 紀伊國屋書店が提供。
  - Murasaki
- iOS
  - Apple Books - 固定レイアウトなど、EPUB 3の対応は不完全。[22]
  - Kinoppy for iOS - 紀伊國屋書店が提供。
  - 楽天Kobo - 使用にはアカウントが必須。
- Android
  - Playブックス - Googleが提供
  - ソニーの電子書籍 Reader™ - リーダーストアが提供
- ウェブブラウザ
  - BiB/i - JavaScriptベース。サーバ設置型
  - EPUBReader - Mozilla Firefoxに対応する拡張機能[23]。
  - Microsoft Edge - Build 14971以降がネイティブで対応していたが、2019年8月でサポートを終了した[24]。
  - Readium - JavaScriptベース。Chrome アプリ[25] もしくはサーバ設置型